# SSAB
SSAB (também conhecida como SSAB Svenskt Stål AB, isto é ’’SSAB Aço Sueco Ltda’’) é uma empresa da Suécia que atua na fabricação de produtos de aço comercial de alta resistência, tais como chapas, placas, barras, vigas e perfis. 

A companhia foi fundada em 1978 e sua sede fica na cidade de Estocolmo na Suécia.

Era inicialmente uma empresa do estado, mas foi privatizada sucessivamente entre 1986 e 1994.

Em 2020 tinha 14 000 funcionários e um movimento anual de vendas da ordem dos 65 biliões de coroas suecas.

O maior acionista e um importante fornecedor da SSAB - uma empresa sueca de fabricação de produtos de aço comercial - é a LKAB - uma empresa estatal sueca de extração e enriquecimento de ferro.

Em maio de 2007 adquiriu a siderúrgica americana Ipsco por 7,7 bilhões de dólares.

## Divisões
A Empresa é dividida em 5 segmentos: SSAB Special Steels, SSAB Europe, SSAB Americas, Tibnor, Ruukki Construction.
- SSAB Special Steels: Fabrica produtos de aço como estruturas, ferramentas, laminas e etc, essa divisão atua em todos os países onde a SSAB está presente.[8]
- SSAB Europe: Líder nos Países Nórdicos na produção de aço, produz tubos, aço para a industria automotiva, produtos revestidos de aço entre outros, essa divisão só opera nos países nórdicos.[9]
- SSAB Americas: Produz aço nos Estados Unidos para atender o mercado da América do Norte, fabrica produtos como chapas, placas, laminas, bobinas, essa divisão possui 3 fabricas e 1220 empregados.[10]
- Tibnor: É maior distribuidora de produtos de aço dos países nórdicos e também tem filiais na Letônia e Polônia,[11] distribui produtos como Alumínio, Cobre, Bronze, Chapas, Ferramentas e etc[12]
- Ruukki Construction: Fabrica produtos para melhorar a eficiência energia em vários tipos de construções como energia solar, sistemas de fachada e etc.[13]

Os produtos da SSAB são comercializados pelas marcas Domex, Docol, Dogal, Dobel, e Prelaq.

## Locais de Produção

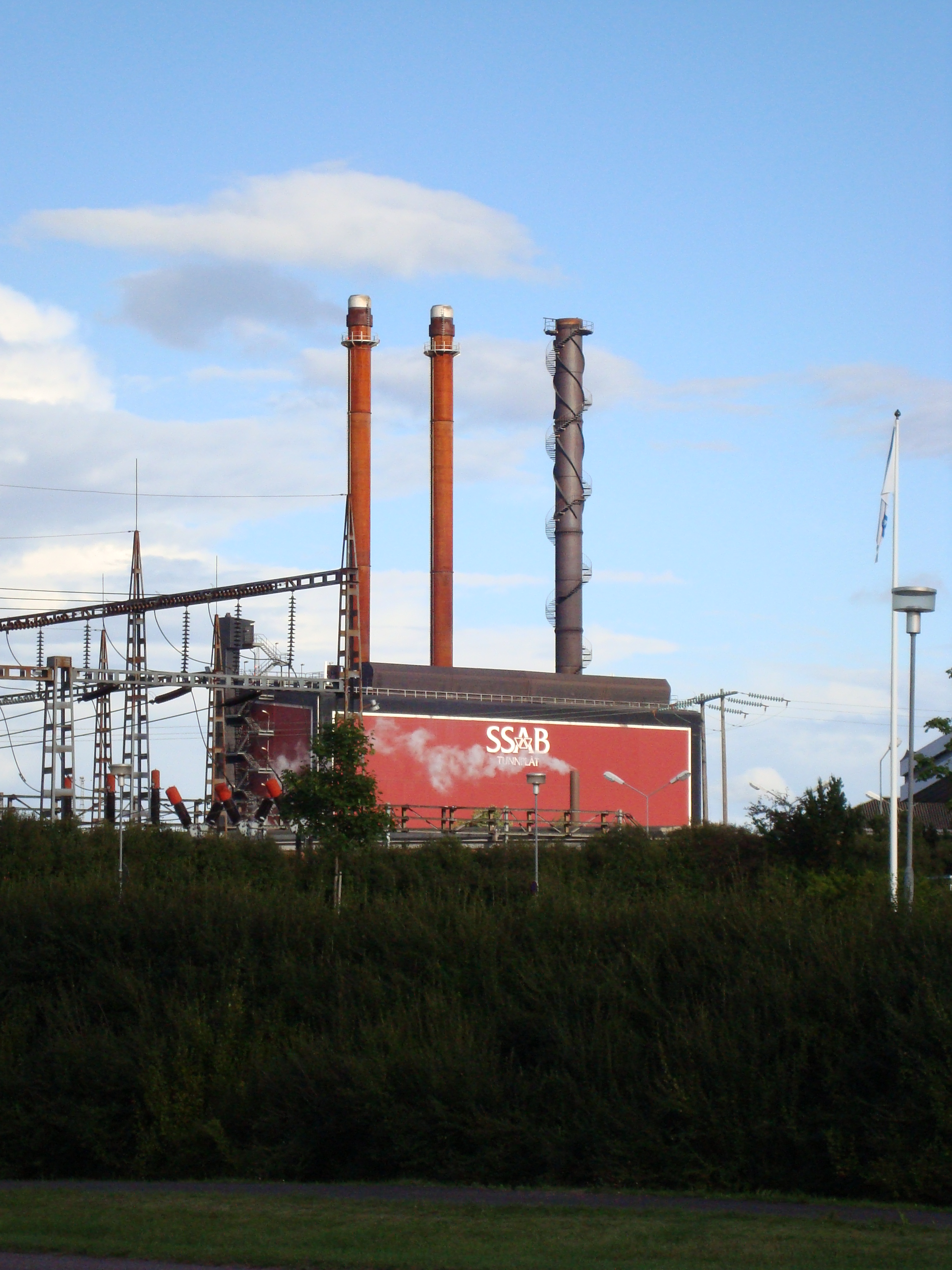
Fabrica da SSAB na cidade de Borlänge, na Suécia.

A SSAB tem 7 unidades industriais na Suécia, Finlândia e Estados Unidos.
- Luleå,  Suécia
- Raahe,  Finlândia
- Hämeenlinna,  Finlândia
- Borlänge,  Suécia
- Oxelösund,  Suécia
- Mobile,  Estados Unidos
- Montpelier,  Estados Unidos

## Produtos e marcas
As principais produtos e marcas da SSAB incluem:
- Hardox
- Strenx
- Docol
- GreenCoat
- Toolox
- Armox
- SSAB Boron
- SSAB Domex
- SSAB Form
- SSAB Laser
- SSAB Weathering
- SSAB Multisteel
- Hardox In My Body
- My Inner Strenx
- Hardox Wearparts

## Compra da Rautaruukki
Em janeiro de 2014 adquiriu a empresa de aço finlandesa Rautaruukki por 1,6 bilhão de dólares, s autoridades de concorrência da Europa anunciaram em 15 de julho de 2014 que só iriam aprovar a aquisição caso ambas empresas vendessem algumas divisões. No dia 29 de julho de 2014 a aquisição foi aprovada pelas instituições de concorrência e em 20 de novembro de 2014 a SSAB adquiriu as ações restantes na Bolsa Finlandesa e passou a deter 100% da empresa a partir dai a Rautaruukki passou a ser uma companhia de capital fechado.